# Gonocaryum
Gonocaryum là một chi thực vật có hoa trong họ Cardiopteridaceae.

## Loài
Chi Gonocaryum gồm các loài: